# Флавий Дионисий (комит)
Флавий Дионисий (лат. Flavius Dionysius) — римский политический деятель первой половины IV века.
Флавий Дионисий происходил из Сицилии. Некоторое время он работал адвокатом. В 328—329 годах Дионисий занимал должность наместника Финикии. В промежутке между 329 и 335 годом он находился на посту консуляра Сирии. В 335 году, будучи комитом консистория, Дионисий отвечал за подготовку Тирского собора.
Известно, что в 341 году он предлагал известному ритору Либанию переселиться в Константинополь, но не смог оказать поддержку из-за своей болезни. В это время Дионисий был достаточно влиятельным человеком.